# Residência universitária

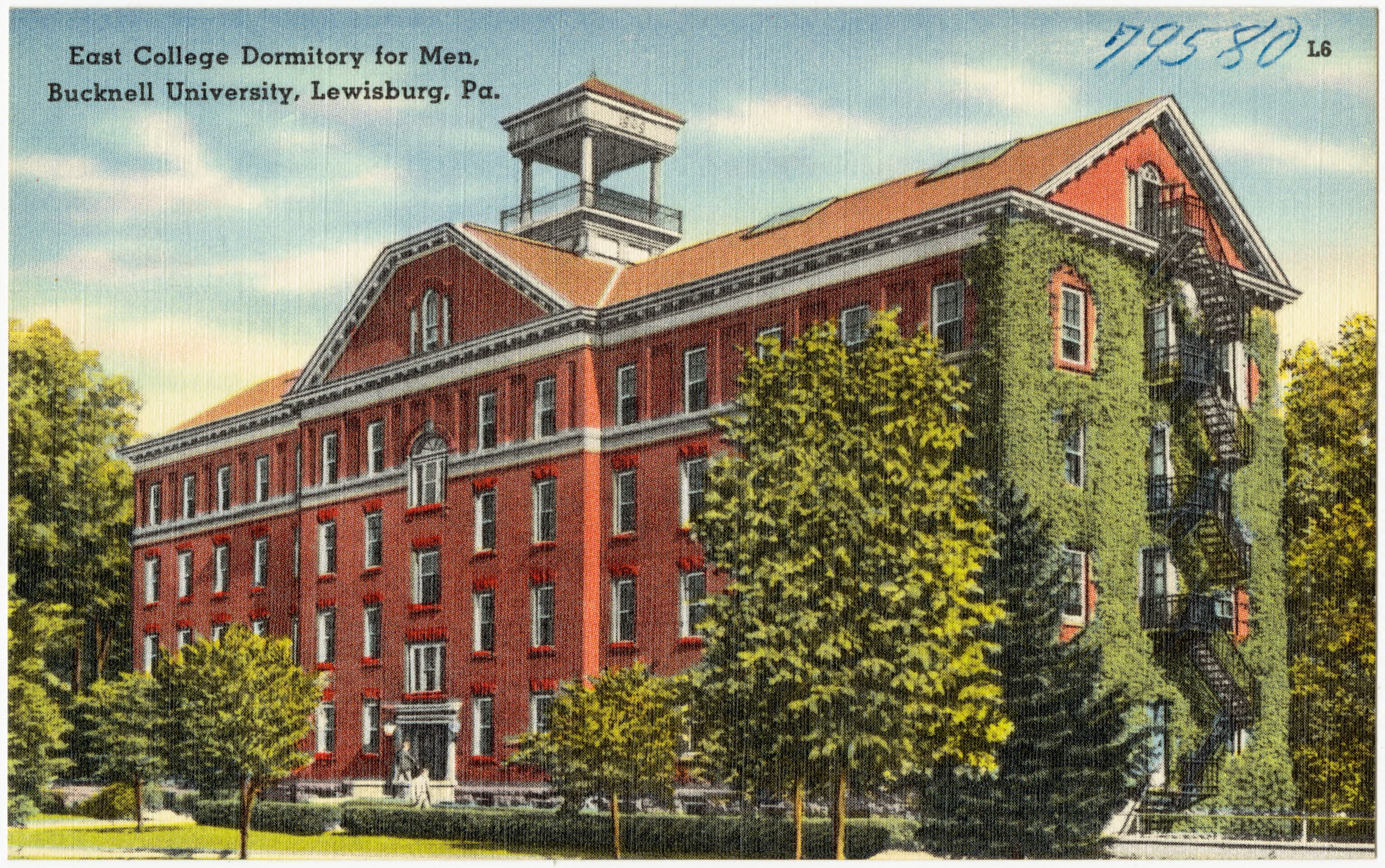
Residência universitária da Universidade Bucknell.

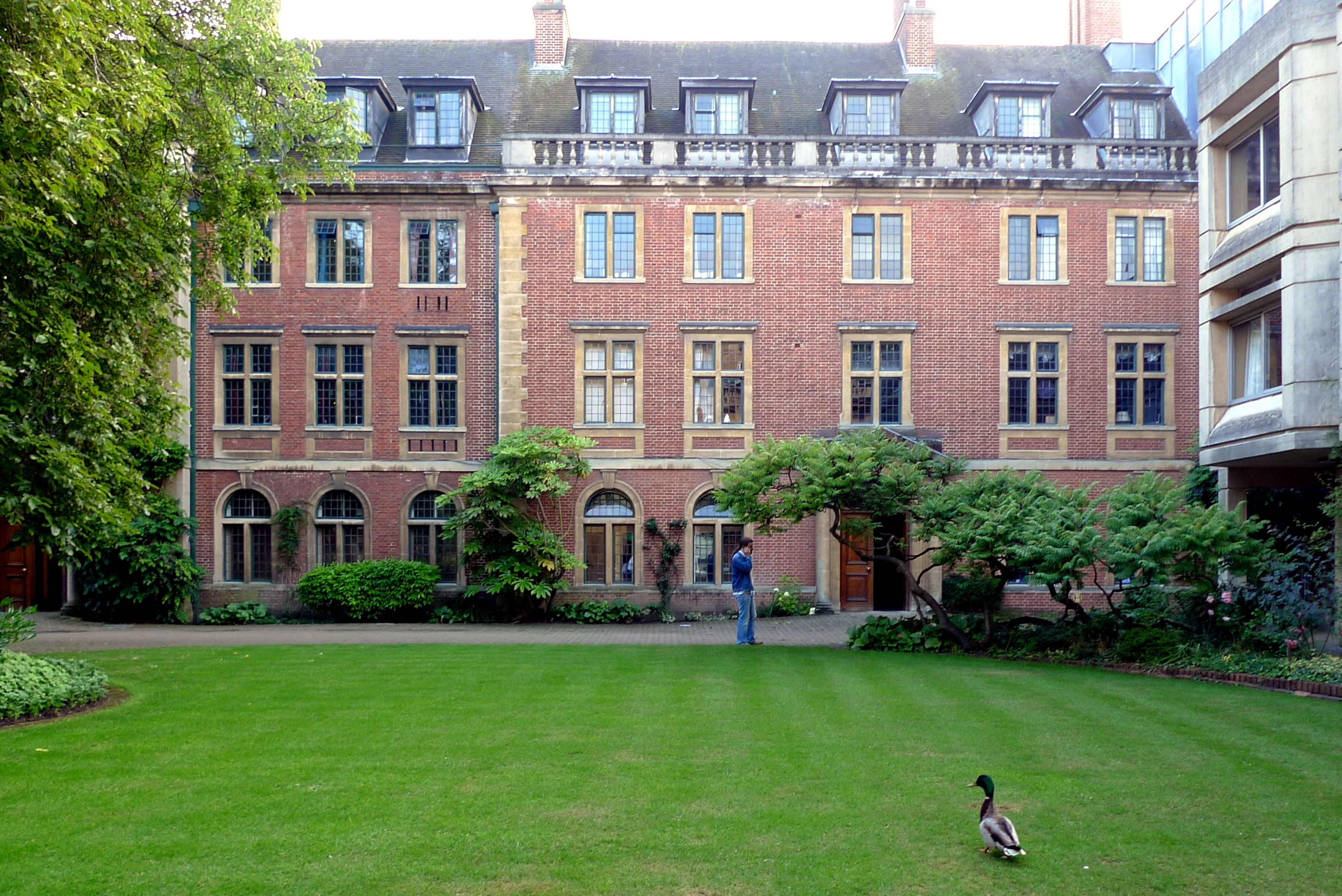
Residência universitária da Universidade de Oxford.

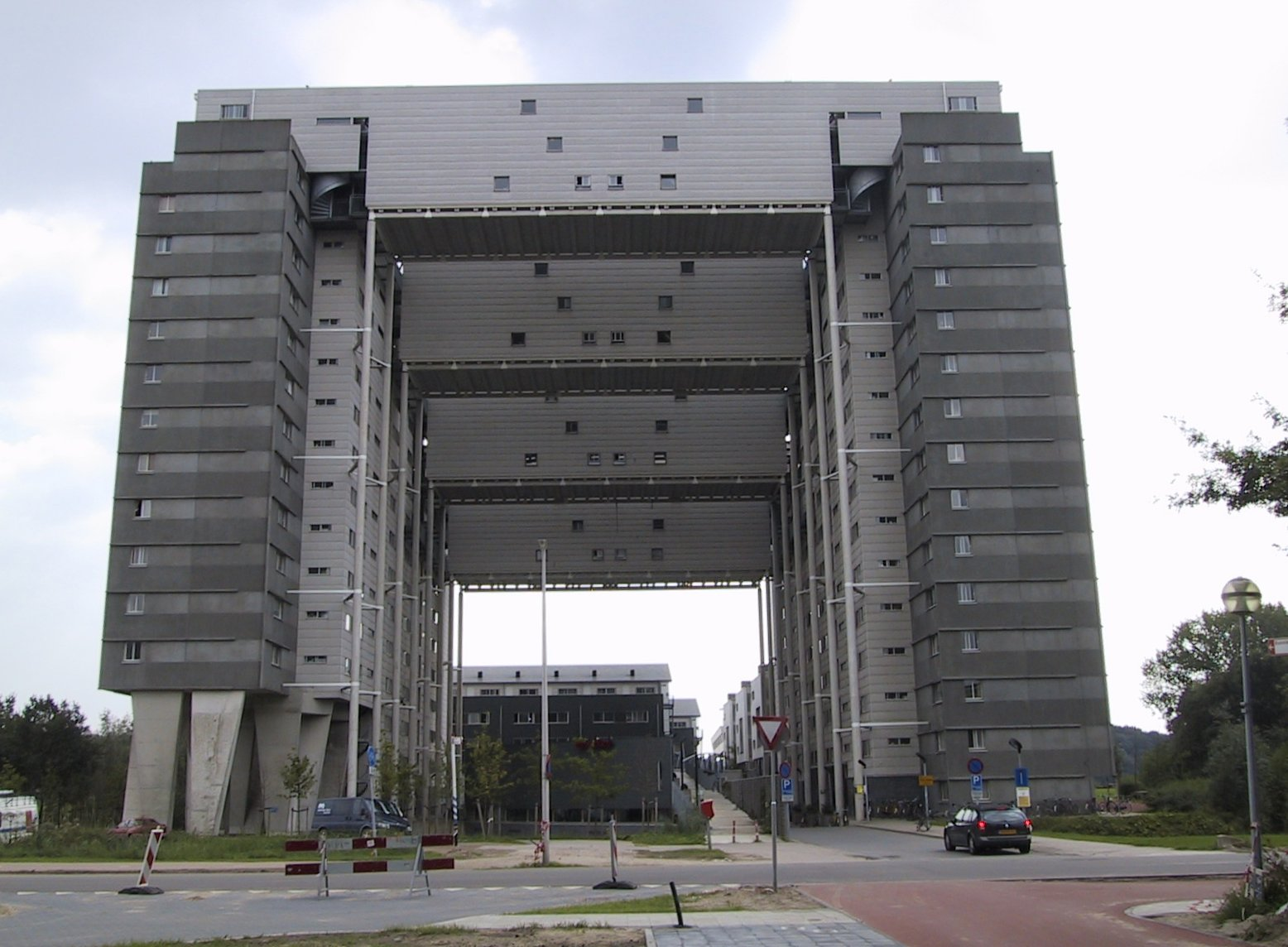
Residência universitária da Universidade de Utrecht.

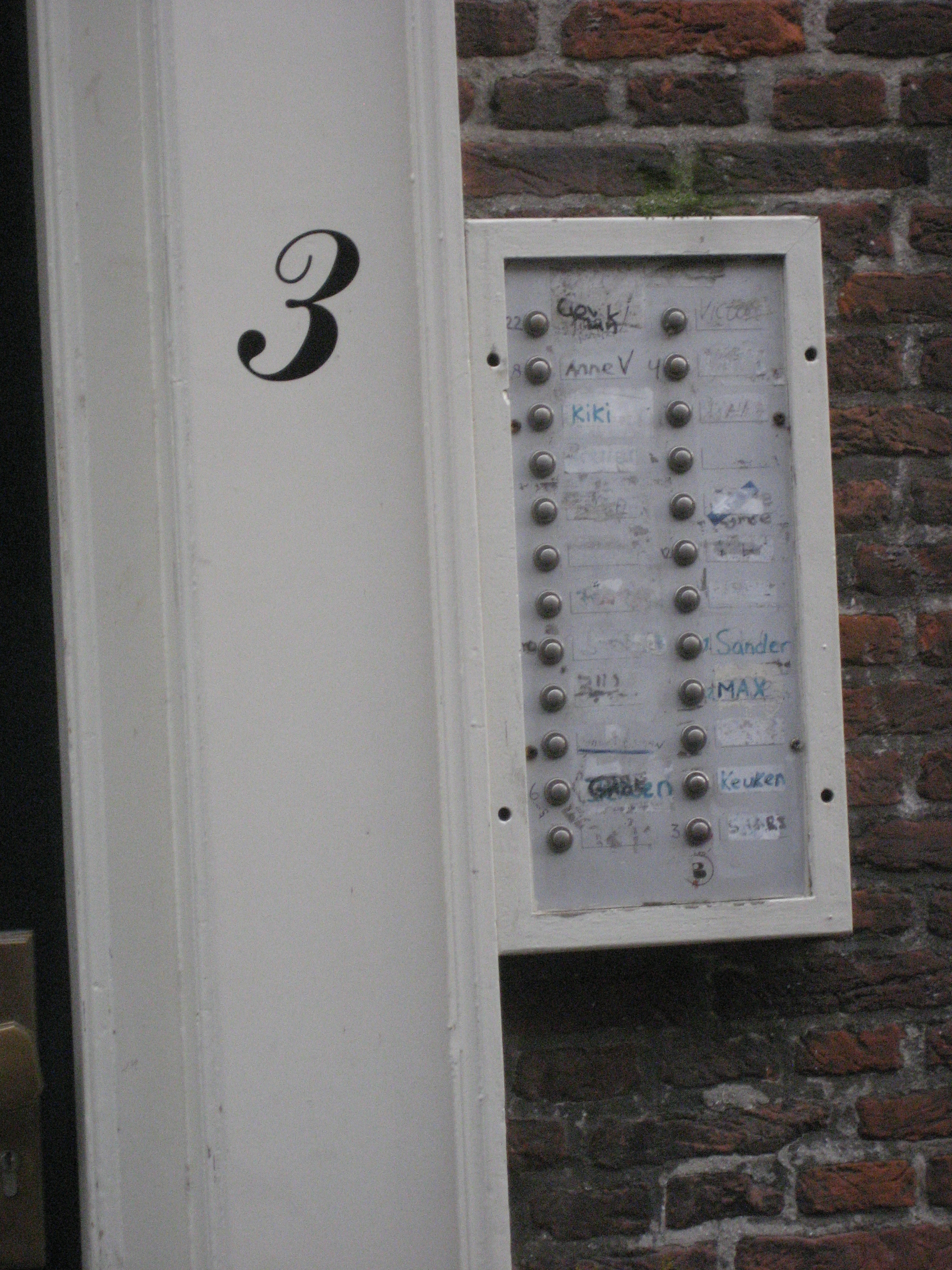
Residência universitária da Universidade de Leiden.

Uma residência universitária é um centro que proporciona alojamento aos estudantes universitários. Frequentemente o centro encontra-se integrado ou atribuído a uma universidade, mas também existem residências independentes das universidades.
As residências universitárias normalmente estão situadas nos próprios campus ou nas suas imediações. Em geral, tendem a oferecer uma série de serviços procurados pelos estudantes universitários, desde o alojamento e a alimentação até lavandaria e biblioteca.
Quando as residências universitárias oferecem atividades culturais, académicas, religiosas ou desportivas, para além de alojamento e alimentação, denominam-se colégios maiores.